# Trautson
I Trautson, conosciuti anche come Trauttson, erano una famiglia della nobiltà austriaca che ebbe origine nel Tirolo del XII secolo e si ramificò poi nella Bassa Austria a partire dalla metà del XVI secolo. Presto diventò una tra le più influenti famiglie nobili dell'impero e nel 1711 il suo rappresentante ottenne il rango di principe. Nel 1775 la famiglia si estinse in linea maschile e la sua eredità passò alla famiglia degli Auersperg.

## Storia

### Dalle origini al principato
I signori di Trautson vengono citati nelle cronache per la prima volta nella seconda metà del XII secolo. Un Konrad Trautson viene nominato nel 1192, figlio di Swicker von Reichenberg, e forse aveva un fratello di nome Heinrich Suppan, ed erano tutti provenienti dal Tirolo. La famiglia, imparentata per matrimonio con i nobili di Enn, ottenne i castelli di Reifenstein (ereditato intorno al 1190), Reifenegg (costruito a partire dal 1210) e Falkenstein (costruito intorno al 1241 e citato nel 1432 con Sigmund Träwtsün von Falkenstain), Straßberg, Moos (cit. nel 1325), la torre di Vizze e quella di Kröllturm a Gargazzone (costruita intorno al 1250). I Trautson furono le personalità più influenti dell'alta Valle Isarco. Nel 1369, con il suo matrimonio con Anastasia von Matrei, Hans Trautson von Sprecher acquisì i castelli di Trautson, Vogelbühel e nel 1395 anche quello di Raspenbühel a Matrei am Brenner.
Il castello di Schrofenstein a Stanz presso Landeck nell'Oberland tirolese passò alla famiglia Trautson attraverso il matrimonio di Sixt Trautson († 1508) con Dorothea von Schrofenstein. Il titolo di maresciallo ereditario del Tirolo fu assegnato a Johann II von Trautson († 1531) nel 1531. Nel 1541 suo figlio Johann III von Trautson (c. 1509 - 1589) venne elevato da Ferdinando I al rango di barone e contemporaneamente la famiglia fu inclusa tra i membri della nobiltà d'Austria.

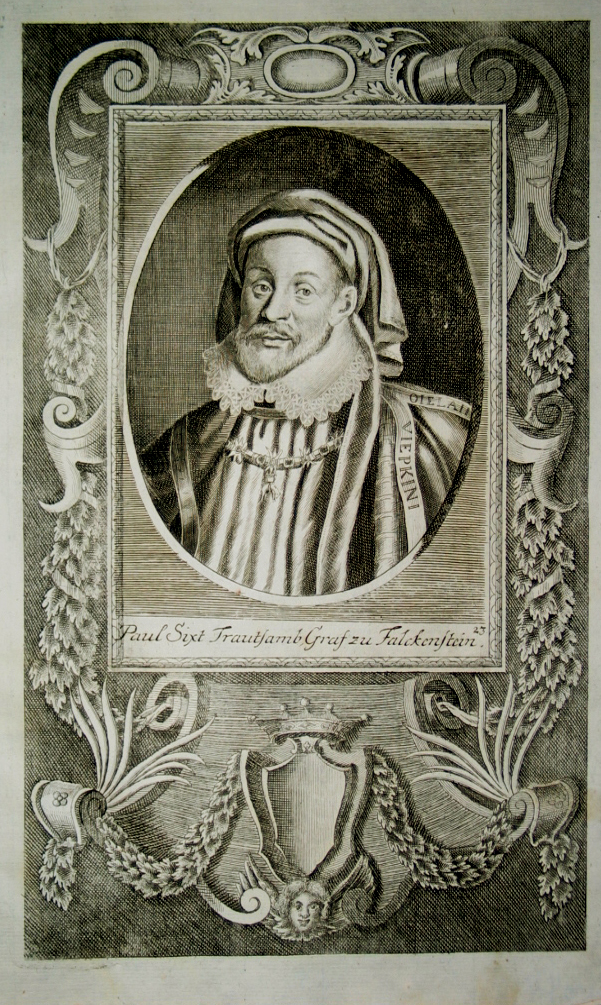
Ritratto di Paul Sixt von Trautson, primo conte di Falkenstein

Nel 1572, l'imperatore Massimiliano II vendette il castello e la signoria di Falkenstein nella Bassa Austria al suo amministratore capo, il barone Hans von Trautson. Dal 1600 suo figlio Paul Sixt III von Trautson vi fece costruire una fortezza in stile rinascimentale in conseguenza del fatto che nel 1598 l'imperatore Rodolfo II lo aveva creato conte imperiale di Falkenstein. Dal 1615 al 1620 Paul Sixt coniò propri talleri e groschen per la contea di Falkenstein. Dal 1581 i Trautson ebbero il patronato della parrocchia locale. Il vescovo viennese Ernst von Trautson, titolare della contea dal 1678 al 1702, fece completare la chiesa di san Giacomo a Falkenstein, ampliare quella di Santa Dorotea a Poysbrunn e costruire la chiesa di San Vito a Drasenhofen. Suo fratello e successore, Franz Eusebius, finanziò la costruzione della chiesa di San Martino a Ottenthal.
Nel 1588 il castello e la signoria di Kaya, come pure la signoria di Niederfladnitz, passarono alla famiglia Trautson tramite matrimonio con la famiglia Eyczinger. Castel Goldegg fu acquistato e ampliato dalla famiglia Trautson nel 1669.
Nella zona intorno a Poysbrunn vi furono vasti possedimenti e dal 1711 al 1714 i Trautson furono anche proprietari della contea imperiale di Ried am Inn.
La residenza principale della famiglia venne spostata a Vienna, nel Palazzo Trautson che fu fatto costruire nel 1712 al capomastro Christian Alexander Oedtl su progetto dell'architetto Johann Bernhard Fischer von Erlach. A Rodaun vicino a Vienna 
i Trautson  possedevano anche una tenuta costruita nel 1724, che in seguito fu chiamata "Hofmannsthal-Schlössl".

### Gli anni dello splendore e l'estinzione della casata

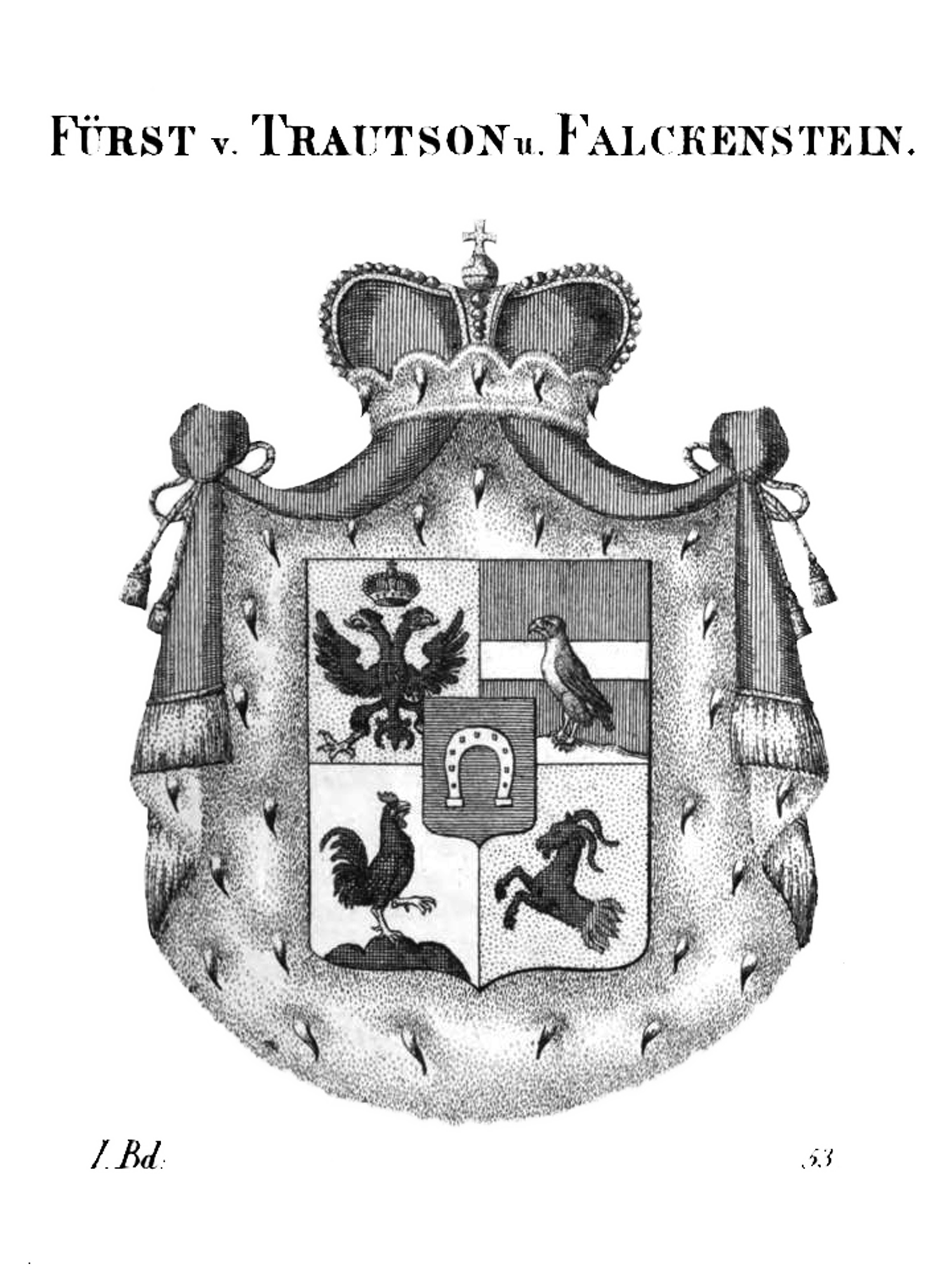
Lo stemma dei principi Trautson in un'incisione d'epoca

Lo statista e funzionario di corte Johann Leopold von Trautson (1659 - 1724) ottenne lo status di principe imperiale trasmissibile per primogenitura dall'imperatore Giuseppe I, che glielo concesse il 19 marzo 1711, quattro settimane prima della sua morte. Oltre al titolo di principe imperiale, Trautson mantenne anche i titoli di conte imperiale di Falkenstein, barone di Trautson e Schrofenstein, signore di Matrei, Kaya, Laa an der Thaya, Neuschloss bei Olmütz e Sankt Pölten.
Dopo la morte del primo principe nel 1724, il suo unico figlio sopravvissuto Johann Wilhelm (1700 - 1775) gli succedette come secondo principe di Trautson ma, nonostante diversi matrimoni e numerosi discendenti, nessuno dei suoi figli riuscì a sopravvivergli e la famiglia Trautson si estinse in linea maschile.

### Gli Auersperg-Trautson
Dopo che la famiglia Trautson si estinse in linea maschile, la proprietà e il titolo di maresciallo ereditario del Tirolo passarono definitivamente alla famiglia Auersperg. Una figlia del secondo principe Johann Wilhelm von Trautson, Maria Josepha Rosalia (1724-1792), aveva sposato nel 1744 Karl Josef Anton von Auersperg (1720-1800), elevato al rango di principe imperiale nel 1791. Il figlio secondogenito nato dal loro matrimonio, il principe Karl Auersperg (1750-1822), divenne l'erede principale della fortuna di Trautson dopo la morte del nonno, prese il nome di "Auersperg-Trautson" e morì nel 1822. Ci fu una disputa sull'eredità con il principe Johann Nepomuk Friedrich von Lamberg, che pure era sposato con una figlia del secondo principe Trautson. A seguito della disputa, il dominio di Falkenstein fu venduto nel 1799 al barone Christoph Johann von Bartenstein, figlio di Johann Christoph von Bartenstein.
Dopo la morte del principe Karl avvenuta senza figli nel 1822, l'eredità Trautson passò ai discendenti del fratello maggiore Wilhelm von Auersperg (1749–1822), sesto principe di Auersperg. Il castello di Goldegg nella Bassa Austria e i castelli tirolesi di Sprecher e Trautson appartengono ancora oggi alla famiglia Auersperg-Trautson.

## Signori di Reifeneck e Trautson
- Paul Sixt I von Trautson († 1508), I signore di Raifeneck e Trautson
- Johann II († 1531), II signore di Raifeneck e Trautson
- Johann III (c. 1509 - 1589), III signore di Raifeneck e Trautson

Titolo elevato a baronia

## Baroni Trautson (1541)
- Johann III (c. 1509 - 1589), I barone Trautson
- Balthasar II von Trautson († 1594), II barone Trautson
- Paul Sixt III (c. 1550 - 1621), III barone Trautson, fratello del precedente

Titolo elevato a contea

## Conti di Falkenstein (1598)
- Paul Sixt III (c. 1550 - 1621), I conte di Falkenstein
- Johann Franz (1609 - 1663), II conte di Falkenstein
- Paul Sixt V (1635 - 1678), III conte di Falkenstein
- Johann Leopold (1659 - 1724), IV conte di Falkenstein, fratello del precedente

Titolo elevato a principato

## Principi Trautson (1713)
- Johann Leopold (1659 - 1724), I principe Trautson
- Johann Wilhelm (1700 - 1773), II principe Trautson

Estinzione della casata

## Membri notabili
- Ernst von Trautson (1633 - 1702), vescovo di Vienna
- Johann Joseph von Trautson (1707 - 1757), cardinale, arcivescovo di Vienna